# Saints Row
Saints Row è un videogioco d'azione open world, sviluppato da Volition, pubblicato da THQ e uscito in esclusiva per Xbox 360 nel 2006. Tratta le vicende di una gang di strada, i Third Street Saints, che vivono nella città fittizia di Stilwater. Nel 2018 è stata resa disponibile la versione per Xbox One.

## Trama
Nella città americana di Stilwater un ragazzo senza nome, il protagonista, viene salvato da una sparatoria da Julius Little, capo della gang dei Third Street Saints. Vedendo del "buono" nel ragazzo, Julius decide di dargli la possibilità di entrare nella banda e quindi lo invita a passare dalla chiesa del quartiere di Saints Row. Il ragazzo si presenta, e dopo aver passato il rito di canonizzazione, Julius lo presenta ai suoi compagni: Johnny Gat, asiatico dal grilletto facile con la filosofia del "prima ti uccido e poi parliamo"; Dex, l'esatto contrario di Johnny, persona intelligente che pensa prima di agire ed ha sempre un piano a portata di mano; Troy, il braccio destro di Julius, e Lin, ragazza asiatica che sa farsi rispettare nel gruppo. Insieme a loro, il protagonista dovrà guadagnare rispetto e farsi strada nell'ambiente per proteggere Saints Row, luogo di ritrovo e rifugio della gang.

## Gang
- Third Street Saints: gang fondata da Julius Little per tenere al sicuro le strade del quartiere nativo di Saints Row, prende il controllo del quartiere per poi espandersi in tutta Stilwater, grazie anche all'aiuto del protagonista. I membri principali sono Julius, Dexter "Dex" Jackson, Johnny Gat, Lin, Aisha e Troy.
- Los Carnales: prima gang esistita a Stilwater, fondata da Alejandro Lopez, uno dei più potenti zar della droga del Paese. La città era crollata nella criminalità e i Los Carnales, con la droga e le armi, avevano invaso così le strade di Stilwater. Alejandro morì in circostanze non molto chiare, e lasciò il trono ai due figli, Hector e Angelo: dopo la nascita dei Vice Kings, i Carnales subirono poi un duro, ma non definitivo colpo, che gli fece perdere quasi mezza città. Nonostante tutto, mantengono intatto il loro potere negli anni fino ai primi fastidi causati dai Saints. Alla fine, dopo che Hector viene ucciso durante un incontro con il cartello colombiano, Angelo decide di lasciare Stilwater, ma prima che riesca a portare a termine l'impresa, il suo jet viene fatto saltare in aria dal protagonista insieme a dex.
- Vice Kings: seconda gang della storia di Stilwater, fondata da Benjamin King con l'aiuto dell'amico Julius Little, si impadroniscono del loro quartiere nativo, Sunnyvale Gardens, da cui scacciano via i Los Carnales. Dopo qualche tempo, l'impero di King viene sfaldato pian piano, dato che il leader punta sempre più su affari legali. Alla fine, Benjamin abbandona la leadership dei Kings e si allea con i Saints per eliminare definitivamente Tanya Winters, una dei luogotenenti dei Kings che aveva preso il controllo della gang, per poi ritirarsi dagli affari.
- Westside Rollerz: terza gang e, insieme ai Saints, la più recente. Fondata dal maniaco della velocità Joseph Price e supportata finanziariamente da suo zio William Sharp, i Rollerz si occupano principalmente di corse d'auto illegali e di modifiche a queste ultime. Il meccanico Donnie, rispettato da tutti i membri della gang, si innamora di Lin, infiltratasi per i Saints, che viene catturata insieme al protagonista da Sharp; l'uomo poi le spara e getta entrambi nel fiume, chiusi nel bagagliaio di un'auto da dove il protagonista riesce a salvarsi, mentre lei non ce la fa. Sia Sharp che Price vengono uccisi dal giovane, mentre Donnie riappare come membro dei Brotherhood of Stillwater nel secondo capitolo.

## Sequel
Il 14 ottobre 2008 è stato pubblicato Saints Row 2.
Il 18 novembre 2011 è uscito il terzo capitolo della saga: Saints Row: The Third, seguito il 23 agosto 2013 da Saints Row IV.